# یخچال طبیعی آبانو
یخچال طبیعی آبانو (به لاتین: Abano Glacier) یک یخچال طبیعی در گرجستان است که در Kazbegi District, Georgia (country) واقع شده‌است.